# Сосницький район
Со́сницький райо́н — колишній район у північно-східній частині Чернігівської області в басейні річок Десни і Сейму (Полісся). 17 липня 2020 року, в результаті адміністративно-територіальноної реформи, увійшов до складу Корюківського району Чернігівської області.

## Загальні відомості
Район межував на півночі і північному сході з Новгород-Сіверським та Корюківським районами, на сході з ліквідованими Коропським районом, на півдні та південному заході з Борзнянським та Менським районами Чернігівської області.
Адміністративний центр — селище міського типу Сосниця. Район утворено у 1923 році. Відстань до обласного центру автомобільними шляхами 88 км. Територія — 916 км². Населення — 20 670 чол. (станом на 01.01.2010). Населених пунктів 43, у тому числі 1 селище міського типу, 42 сіл. Місцевих рад 20, у тому числі 1 районна, 1 селищних та 18 сільських.

## Історія Сосниці
Перша згадка про Сосницю з'являється у 1234 році. Село Волинка згадується в документах, датованих 1523 роком, було сотенним і волосним центром. Згадки про села Спаське та Змітнів відносяться до 1552 року. У 1996 році 400-річчя відзначило село Авдіївка, власником якого був гетьман Данило Апостол (1702—1728). Після ліквідації автономного устрою на лівобережній Україні у 1782 році Сосниця увійшла до складу Новгород-Сіверського намісництва. Із 1797 року стала повітовим центром Малоросійської, з 1802 року — Чернігівської губернії.
У 1803 році почалася регулярна забудова міста. У середині XIX століття почалася розробка торфу, діяли пивоварний, 2 цегельних та лісопильний заводи, кустарні майстерні, існувала пожежна команда.
У 1844—55 роках у маєтку Полторацьких у Сосниці жила його внучка Анна Керн зі своїм чоловіком О. В. Марковим-Виноградським.
У 1847 році у селі Авдіївка (на хуторі Наталівському) був заснований цукровий завод.
Біля села Бондарівка знаходиться залізнична станція. Тут проходить Південно-Західна залізниця, колись вона називалась Лібаво-Роменською. Рух нею відкрито у 1874 році. У 1889 році було відкрито шкіряний завод.
У 1905—1907 роках сутички робітників та селян із поліцією. У березні 1917 року у Сосниці стало відомо про лютневу революцію, а весною район став частиною УНР.
7 березня 1923 року Сосниця стає районним центром, а у 1924 році віднесена до категорії селищ міського типу.

## Історія району
Район заснований 7 березня 1923 року як складова Сновської округи з волостей: Сосницької, Бабської (Макошинської).
Сосницький район постраждав від акції геноциду українського народу, проведеного урядом СРСР 1932—1933.
У вересні 1941 року територія району на 2 роки захоплена німецькими військами.
На фронтах — 7 тисяч 149 жителів Сосниччини.
З 3 лютого 1931 р., після ліквідації Сосницького району, Сосниччина входить до складу Менського району, а в 1935 відновлюється як Сосницький район Чернігівської області. Він проіснував до 1962 року, коли був ліквідований, а територія була включена до Менського району. Знову відновлений у 1965 році.
5 лютого 1965 року Указом Президії Верховної Ради Української РСР передано Брецьку сільраду Сосницького району до складу Щорського району, а Конятинську та Пекарівську сільраду Коропського району до складу Сосницького району.
17 липня 2020 року, в результаті адміністративно-територіальної реформи, Корюківський район збільшили, до його складу увійшли території:
- Корюківського району;
- Менського району;
- Сновського району;
- Сосницького району[5].

## Культура
Сосницький район був одним з найкращих районів області для розвитку екотуризму. Казкові береги Білої кручі Зачарованої Десни, оспівані видатним земляком Олександром Довженком, чудовий піщаний висип біля с. Мале Устя, розташований майже в самому селі.
У закладах культури працювали 76 творчих працівники. При районному будинку культури вже 10 років творчо працює народний аматорський, фольклорний колектив «Криниця», керівнику Галині Кузьменко присвоєно звання «Заслужений працівник культури України».
У районі створено два інноваційні заклади клубного типу:
- Киріївський — центр народних традицій та звичаїв,
- Волинківський — центр культури і дозвілля.

Вже два роки на базі кінотеатру ім. О. П. Довженка проходить Всеукраїнський фестиваль молодіжних фільмів на хвилях «Зачарованої Десни». Кінотеатр один із найкращих в області по плану відвідування глядачами та виконанню плану платних послуг.

## Клімат
Клімат середньо-континентальний. Ґрунти — середньо-слабопідзолисті. Корисні копалини: пісок, глина, торф.

## Напрямки спеціалізації району
- у промисловості основні види продукції, яка випускаються підприємствами району: кондитерські вироби, безалкогольні напої, консерви, сир жирний, предмети жіночого туалету;
- у сільському господарстві: зерно-картопляний з розвинутим тваринництвом.

## Питома вага району в області
- за територією — 2,82 %;
- за населенням — 2,4 %.

## Пам'ятки
На території району — 50 стоянок епохи неоліту і бронзи, низка поселень та могильників раннього заліза (VIII — III століття до нашої ери), сіверянських (VII — X століть), древньоруських городищ (IX — XIII століть), кілька скарбів римських монет (I — III століть нашої ери).
У селі Чорнотичі збереглася пам'ятка архітектури Свято-Дмитрівська церква (1910), у смт Сосниця — Покрівська церква (1847), церква Різдва Богородиці в с. Загребелля (1870), Преображенська в селі Киріївка (1904); пам'ятка архітектури XX століття в смт Сосниця — Сосницький сільськогосподарський технікум бухгалтерського обліку, побудований у 1910 році як земська управа.
На території району споруджено 13 пам'ятників землякам.
Музеї:
- Сосницький літературно-меморіальний музей О. П. Довженка
- Сосницький краєзнавчий музей ім. Ю. С. Виноградського

## Персоналії
- Довженко Олександр Петрович — письменник, кінорежисер, смт Сосниця
- Олекса Десняк (О. Г. Руденко) — український письменник, с. Бондарівка
- Тарасенко Василь Якимович — український історик, дипломат, доктор історичних наук
- Корнєв К. А — хімік, професор, член — кореспондент АН України, смт Сосниця
- Шафонський О. Ф — історик, лікар, селище Сосниця;
- Смирнов Борис Леонідович — академік, невропатолог, перекладач давньоіндійського епосу «Махабхарата», с. Козляничі
- Костирко П. Ф. — архітектор
- Петровський Микола Неонович — історик, смт Сосниця
- Ковалевський В. В. — письменник і критик
- Сикало І. М. та  Б. І. Гузь-Рутинський — актори
- Соловій Віктор Сильвестрович — громадсько-політичний і церковний діяч, архієпископ УАПЦ
- Гуревич М. О. — дійсний член АМН України
- Кравченко Петро Анатолійович (с. Волинка) — доктор філософських наук, професор, науковець, педагог.

Під час Другої світової війни на фронтах побували 7149 жителів району. Понад 3860 із них нагороджені сталінськими орденами і медалями.
Уродженці району — В. М. Вальков (с. Авдіївка), І. А. Савченко (с. Матвіївка), Хандога Тимофій Прокопович (с. Бондарівка), В. Д. Петрюк (смт Сосниця) — Герої Радянського Союзу, П. Ф. Сиворакша (с. Киріївка), Т. Я. Литовчик (смт Сосниця) — повні кавалери Ордена Слави, 3 — нагороджені двома Орденами Слави.

## Політика
25 травня 2014 року відбулися Президентські вибори України. У межах Сосницького району були створені 33 виборчиі дільниці. Явка на виборах складала — 71,28 % (проголосували 11 191 із 15 700 виборців). Найбільшу кількість голосів отримав Олег Ляшко — 32,95 % (3 687 виборців); Юлія Тимошенко — 27,41 % (3 068 виборців), Петро Порошенко — 25,16 % (2 816 виборців), Сергій Тігіпко — 4,47 % (500 виборців), Анатолій Гриценко — 3,29 % (368 виборців). Решта кандидатів набрали меншу кількість голосів. Кількість недійсних або зіпсованих бюлетенів — 0,78 %.